# Isaac Viciosa
Isaac Viciosa, född den 26 december 1969 i Cervatos de la Cueza, är en spansk före detta friidrottare som tävlade i medeldistanslöpning.
Viciosa blev silvermedaljör på 1 500 meter vid EM 1994 i Helsingfors. Han var i VM-final 1995 på samma distans då han slutade på tolfte plats. Vid Olympiska sommarspelen 1996 i Atlanta blev han utslagen i semifinalen. Vid VM 1997 blev han utslagen i försöken på 1 500 meter.
Vid EM 1998 vann han guldet på 5 000 meter. På samma distans var han i två VM-finaler. Vid VM 1999 slutade han på trettonde plats och vid VM 2001 slutade han på fjortonde plats.

## Personliga rekord
- 1 500 meter - 3.30,94 från 1998
- 3 000 meter - 7.29,34 från 1998
- 5 000 meter - 13.09,63 från 1998